# Playa Baño de las Mujeres (Lorca)
La Playa de Baño de las Mujeres es una cala pequeña y tranquila, de arena fina y dorada, de aguas tranquilas. Está situada en la pedanía de Ramonete, perteneciente al municipio de Lorca
(Murcia) España. Enclavada en un entorno montañoso del espacio protegido Cabo Cope y Puntas de Calnegre, cercana al pueblo de Puntas de Calnegre. Se accede fácilmente en coche.
Durante el verano de 2008 se ha llevado a cabo un operativo de limpieza en las playas de las pedanías costeras de Ramonete y Garrobillo por parte del Ayuntamiento de Lorca.